# 西摩·克伦威尔
西摩·克伦威尔（英語：Seymour Cromwell，1934年2月17日—1977年5月2日），美国男子赛艇运动员。他曾代表美国参加1964年夏季奥林匹克运动会赛艇比赛，联同吉姆·斯托姆获得男子双人双桨银牌。